# بایویتسا
بایویتسا (به صربی: Bajevica) یک روستا در صربستان است که در نووی پازار واقع شده‌است. بایویتسا ۶۹۱ متر بالاتر از سطح دریا واقع شده‌است.